# Roman Zozúlia
Roman Viatxeslavovitx Zozúlia, (en ucraïnès: Роман В'ячеславович Зозуля; Kíiv, Ucraïna, 17 de novembre de 1989) és un futbolista internacional ucraïnès. Juga com a davanter, actualment al CF Rayo Majadahonda.

## Internacional
Ha estat internacional amb la Selecció de futbol d'Ucraïna en setze ocasions aconseguint tres gols. Va debutar amb el combinat nacional el 2 de juny de 2010 en un partit amistós contra la Selecció de futbol de Noruega, aconseguint l'únic gol de la trobada.

### Gols com a internacional
| # | Data       | Lloc                                | Rival   | Gol | Resultat | Competició                        |
| - | ---------- | ----------------------------------- | ------- | --- | -------- | --------------------------------- |
| 1 | 2-06-2010  | Ullevaal Stadion, Noruega           | Noruega | 0-1 | 0-1      | Amistós                           |
| 2 | 7-09-2012  | Estadi Nacional de Polònia, Polònia | Polònia | 1-3 | 1-3      | Classificació Mundial Brasil 2014 |
| 3 | 15-11-2013 | Estadi Olímpic de Kíev, Ucraïna     | França  | 1-0 | 2-0      | Classificació Mundial Brasil 2014 |

## Palmarès

### Campionats estatals
| Títol                       | Club              | País    | Any     |
| --------------------------- | ----------------- | ------- | ------- |
| Lliga Premier d'Ucraïna (1) | FC Dinamo de Kíev | Ucraïna | 2008/09 |
| Supercopa d'Ucraïna (1)     | FC Dinamo de Kíev | Ucraïna | 2009    |

### Campionats internacionals
| Títol           | Equip   | País    | Any  |
| --------------- | ------- | ------- | ---- |
| Eurocopa Sub-19 | Ucraïna | Ucraïna | 2009 |

## Vincle amb la ultradreta
El desembre de 2019 es va suspendre de forma extraordinària un partit de la Lliga Espanyola pels càntics de l'afició del Rayo Vallecano "Zozúlia eres un nazi".
Zozúlia està implicat en el conflicte ucraïnès arran la proclamació d'independència de les províncies de Donetsk i Luhansk emparada per Rússia. El jugador ha prestat suport econòmic als combatents ucraïnesos i va crear una fundació per recaptar fons per equipar les unitats militars que lluitaven a l'est del país. Va subhastar la samarreta que havia vestit en el partit Espanya-Ucraïna per recaptar fons per la 25a Brigada de l'Aire. Per tot això, el Cap d'Estat Major de l'exèrcit va guardonar-lo pels seus "serveis a les Forces Armades d'Ucraïna".
A través de la fundació Narodna Armiya ("Exèrcit Popular") que, segons el Servei d'Intel·ligència ucraïnès el mateix Zozúlia hauria creat, va ajudar els ultres del Dnipro, vastament vinculats a la ultradreta, a reclutar voluntaris per unir-se a l'exèrcit que opera a la zona de Donbàs contra les forces prorusses. Aquest ens paramilitar, finançat per Igor Kolomoisky i dependent del govern ucraïnès, va unir sota una mateixa causa ultranacionalistes, neonazis, militants d'extrema dreta i voluntaris neofeixistes d'arreu d'Europa.
A banda d'aquest lligam directe amb els ultres del Dnipro, Zozúlia ha difós a les seves xarxes socials fotografies amb imatges d'Stepam Bandera, col·laborador del Tercer Reich.

## Galeria

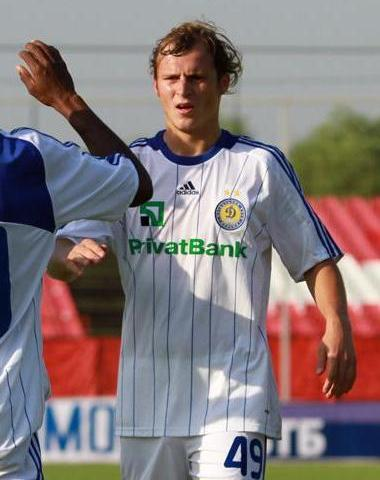
Roman Zozulya el 2010.